# Михайло Димид
Михайло Дмитрович Димид (Mychajlo (Michel) Dymyd; нар. 24 червня 1959, Шарлеруа, Бельгія) — український релігійний діяч, науковець, Митрофорний Протопресвітер УГКЦ, доктор східного канонічного права, блогер, капелан Майдану. Член Пласту, належить до куреня «Орден Хрестоносців», перший ректор відновленої Львівської Богословської Академії (тепер Український католицький університет)

## Життєпис

### Родина
Батько Дмитро Юрійович [Архівовано 18 листопада 2015 у Wayback Machine.] працював вуглекопом у Charbonnage du Grand Mambourg у Шарлеруа. Родом із с. Гошів Івано-Франківської області. Помер 26 жовтня 1987 року в Шарлеруа. Мати Розалія Михайлівна (до шлюбу Заставна) народилася в с. Гарвачани, Боснії, родом із с. Ласківці Теребовлянського району Тернопільської області.
Одружений з Іванною Крип'якевич-Димид (онукою Івана Крип'якевича). Діти: Климентія Параскевія (нар. 27 жовтня 1993), Артемій Юліан (нар. 4 липня 1995 — 18 червня 2022), Магдалина Марія (нар. 7 лютого 1998), Дмитро Роман (нар. 8 листопада 2000), Емілія Єлизавета (нар. 17 вересня 2007)[джерело?]. Син Артемій воював у складі полку Азов, загинув 18 червня 2022 року в ході російсько-української війни.

### Навчання

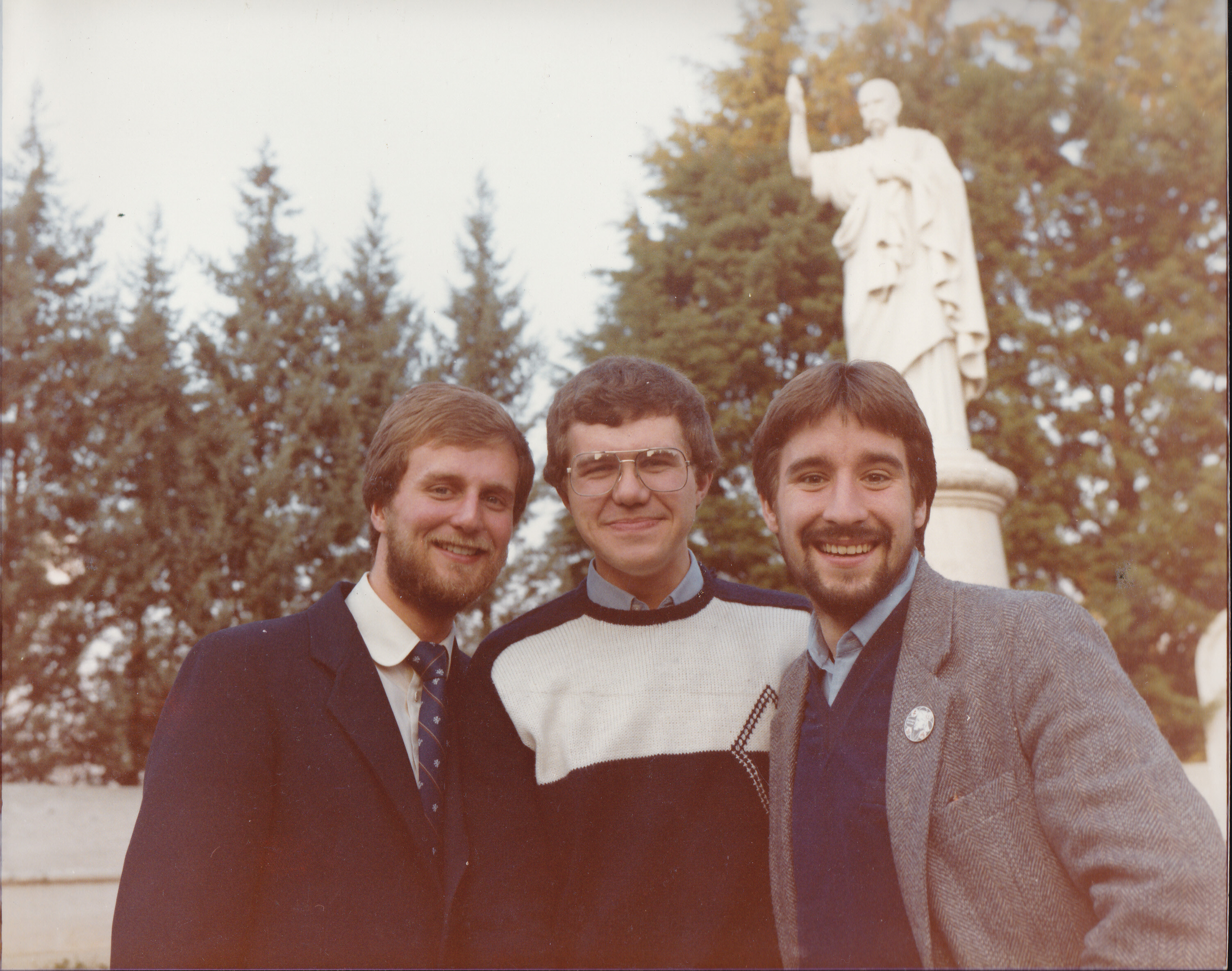
Борис Ґудзяк, Михайло Димид, Михайло Лоза біля пам'ятника Тарасові Шевченкові в Римі.

У 1965–1971 роках навчався в Народній школі св. Варвари (з французькою мовою викладання) у Шарлеруа. У 1971–1973 — у Модерній (реальній) гімназії св. Йосифа [Архівовано 20 серпня 2015 у Wayback Machine.] у Шарлеруа. У 1973–1978 — в Гуманітарній гімназії та ліцеї Української Папської Малої Семінарії (з українською мовою викладання) в Римі.
У 1978–1980 — в Колегії св. Софії; студії філософії в Папському Урбанському університеті [Архівовано 1 лютого 2015 у Wayback Machine.] (з італійською мовою викладання) в Римі. У 1978–1982 — лекції з Богослов'я в Українському католицькому університеті в Римі. У 1980 — бакалавреат з філософії (Magna cum laude). У 1980–1981 — високошкільні зимові курси українознавства в Українському вільному університеті (Маквіллер, Франція). У 1980–1983 — студії Богослов'я в Папському Урбанському університеті в Римі. У 1982 — німецька мова в Ґете-Інституті у Ґрафінґ (ФРН). У 1983 — бакалавреат з Богослов'я (Magna cum laude). У 1983–1985 — студії Східного Канонічного Права в Папському Східному інституті [Архівовано 20 листопада 2016 у Wayback Machine.] в Римі.
У 1985 — ліценціатська праця (Magna cum laude); тема праці: «Edizioni e versioni dei Concili di Kobryn, Zamosc e Lviv» [Архівовано 30 травня 2019 у Wayback Machine.] («Видання і версії Кобринського, Замойського та Львівського соборів»); директор праці: професор доктор Марко Броджі.
У 1985–1986 роках здобув кандидатуру на докторат у Папському Східному інституті (Summa cum laude).
У 1986 — кандидат на докторат Східного канонічного права. Прийнята тема на Папському Східному інституті: «La Figura giuridica del vescovo della Chiesa Cattolica Ucraina» [Архівовано 30 травня 2019 у Wayback Machine.] («Правова фігура єпископа Української Католицької Церкви»). Директори праці: професор доктор Марко Броджі, професор доктор Софрон (Мудрий) (20 квітня 1986).
У 1986 — літні курси при Гарвардському університеті.
У 1989 — захист докторату зі Східного канонічного права в Папському Східному інституті. Тема дисертації: «La figura giuridica del vescovo della Chiesa unita di Kyiv (1589–1891)» («Правова фігура єпископа Київської об'єднаної Церкви» [Архівовано 30 травня 2019 у Wayback Machine.]). Директори праці: професор доктор Марко Броджі (Marco Dino Brogi), професор доктор Софрон (Мудрий), професор доктор Ян Резац [Архівовано 4 березня 2016 у Wayback Machine.] (Jan Řezáč).

### Професійна діяльність
Від листопада 1987 року перекладач і диктор в державному італійському радіо RAI Sezione internationale в українській програмі.
Від 1986 року до червня 1988 року безкоштовно працював у бібліотеці Українського католицького університету в Римі.
У квітні 1989 року висланий патріархом Мирославом-Іваном до Брюсселя, де допомагав отцю докторові А. Онуферкові в заснуванні редакції релігійних програм «Радіо Воскресіння». Працював редактором в CRTN [Архівовано 10 лютого 2021 у Wayback Machine.].
1 квітня 1991 року брав участь у поверненні патріарха Мирослава-Івана з Риму до Львова. У лютому 1991 року заснував «Радіо Воскресіння» у Львові.
Переїхав на постійне місце проживання до Львова в січні 1992 року.
Назначений директором «Радіо Воскресіння» архієпископом Володимиром (Стернюком). Виконував ці обов'язки до 1 листопада 1996 року.

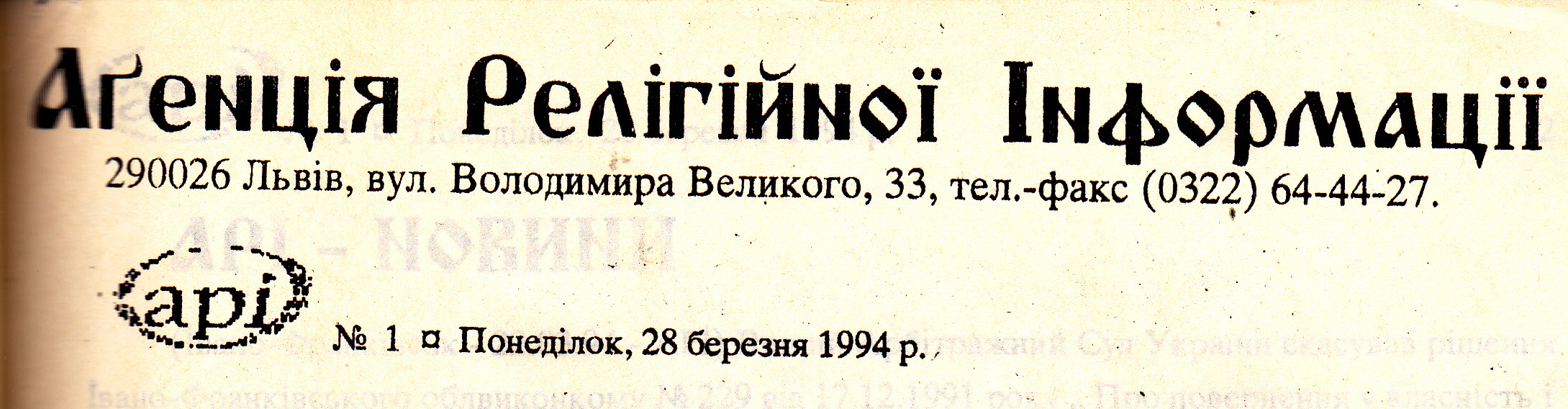
Обкладинка журналу

Від 18 жовтня 1993 року до 1 листопада 1996 року заснував і став директором Агенції релігійної інформації (АРІ) та її щотижневика.

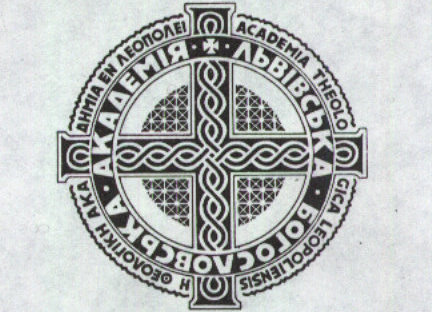
Емблема Львівської Богословської Академії

1995–2000 — ректор відновленої Львівської Богословської Академії (тепер Український католицький університет)
У 2002—2004 — редактор дитячого часопису «Чадо Євангелія». У 2003–2005 — упорядник журналу «Львівські Архієпархіяльні вісті».

### Викладацька і духовна діяльність
У лютому 1990 за дорученням патріарха Мирослава перший із «західних людей» прочитав цикл викладів зі східного церковного права для пресвітерів і семінаристів підпільної Української греко-католицької Церкви у Преображенському храмі (Львів).
У 1992–1997 — викладач еклезіології у Львівській архієпархіальній духовній семінарії св. Духа в Рудно. У 1993–2005 — член надзірної ради Інституту історії Церкви [Архівовано 18 грудня 2014 у Wayback Machine.].
3 березня 1997 — 2005 — виконавчий секретар Комісії богословської освіти і виховання УГКЦ [Архівовано 26 вересня 2015 у Wayback Machine.]. 21 вересня 1997 — 2002 — член Надзірної ради вищої богословської освіти Львівської Архієпархії. 25 жовтня 1997 — 2005 — член Українського Богословського Наукового Товариства.
У 1997–2015 — член Синодальної Канонічної Комісії УГКЦ [Архівовано 30 травня 2019 у Wayback Machine.], а згодом Робочої Групи щодо опрацювання Партикулярного Права УГКЦ. У 1997—2005 — викладач еклезіології та канонічного права Львівської Богословської Академії та Українського католицького університету. У 1998–2005 — сенатор Львівської Богословської Академії, а згодом Українського католицького університету. В 1998–2005 — Голова Ради Ректорів вищих навчальних закладів УГКЦ.
У 1998–2005 — член редколегії журналу «Богословія». У 2000–2005 — голова Українського Богословського наукового товариства. У 2000–2011 — член Синодальної комісії УГКЦ з питань священичого одягу та почесних відзнак [Архівовано 30 травня 2019 у Wayback Machine.].
Листопад 2000 — 2005 — засновник і директор Інституту церковного права (ІЦП) Львівської Богословської Академії, відповідальний за публікації Інституту. Діяльність ІЦП зосереджується на таких основних напрямках: збір і аналіз пам'яток канонічного права Київської Церкви; прослідковування її традиції і визначення, що органічно властиве для церковного права, а що було накинуте ззовні; пропозиції вирішення сучасних проблем у царині церковного права.
У 2002 брав участь у соборах Коломийсько-Чернівецької єпархії (24–25 грудня), Тернопільсько-Зборівської єпархії (25–26 грудня), Львівської єпархії (26–30 грудня), Івано-Франківської єпархії (15–16 січня), Стрийської єпархії (17–20 лютого), Перемишльсько-Варшавської архієпархії (14–16 березня), Єпархіальний собор у Австралії [Архівовано 26 лютого 2015 у Wayback Machine.].
З 2016 — до тепер член Робочої підгрупи (Духовенство) Комісії у справі опрацювання нового Партикулярного права для УГКЦ.
Викладання
«Еклезіологія» у Львівській Богословській Академії та Українському католицькому університеті (1997–2019).
«Канонічне право» у Львівській Богословській Академії та Українському католицькому університеті (1997–2019).
«Основи богослов'я» у Львівській Академії мистецтв (1998–2000).
«Літургійні питання в Партикулярному праві УГКЦ» в Українському католицькому університеті (2014).
«Святі таїнства і канонічне право» в Українському католицькому університеті (2015).
«Догматичні питання — Еклезіологія в постатях» в Українському католицькому університеті (2015).
«Екзистенції питання у світлі християнської віри» в Українському католицькому університеті (2005–2017).
«Богослов'я Майдану» в Українському католицькому університеті (2016–2017).

#### Суддя
- 1994 (липень) — захисник вузла Митрополичого трибуналу Львівської архієпархії УГКЦ.
- 1994 (14 листопада) — суддя Митрополичого трибуналу Львівської архієпархії і Патріяршого трибуналу УГКЦ.
- 1997–2004 — промотор Справедливості у Трибуналі у справах святих Львівської архієпархії.
- 2000–2001 — координатор беатифікаційного процесу новомучеників до приїзду в Україну папи Івана Павла II [Архівовано 30 травня 2019 у Wayback Machine.].
- 2020 — адвокат при Трибуналі Верховного Архиєпископа УГКЦ.

#### Священнослужіння
- 1994 (28 травня) — отримав піддияконські свячення з рук вл. Филимона (Курчаби) в монастирі св. Альфонса у Львові [Архівовано 6 червня 2019 у Wayback Machine.].
- 1994 (18 червня) — отримав дияконські свячення з рук Патріарха Мирослава Івана (Любачівського) в соборі Святого Юра.
- 1994 (21 листопада) — отримав священничі свячення з рук Патріарха Мирослава-Івана (Любачівського) в соборі Святого Юра.
- 1994 — заініціював релігійну громаду св. Климентія УГКЦ при вул. Генерала Чупринки у Львові.
- 1996 — нагороджений Грамотою та Ювілейною медаллю з нагоди 400-ліття Берестейської Унії владикою Юліяном (Вороновським), єпископом Самбірсько-Дрогобицьким.
- 1996–2005 — організатор і провідник щонедільних Служб Божих для дітей при монастирі сестер св. Вінкентія [Архівовано 29 грудня 2014 у Wayback Machine.].
- 2000 (23 червня) — нагороджений владикою Любомиром (Гузаром) Грамотою з іменуванням «Митрофорний Протопресвітер».
- 2002 (21 січня) — відпоручник Верховного архиєпископа Любомира (Гузара) на єпархіальний Собор в Австралії (1-3 лютого).
- 2003 (лютий) — 2005 — канцлер Львівської архиєпархії УГКЦ.
- 2000–2004 — генеральний секретар III сесії Патріаршого Собору УГКЦ [Архівовано 30 травня 2019 у Wayback Machine.].
- 2011–дотепер — співробітник[джерело?] парафії святих Володимира і Ольги у Львові.
- 2014–2018 — член Пресвітерської ради Львівської архиєпархії.

### Соціальне життя
- 1971–1977 — член старшого юнацтва Спілки Української Молоді (СУМ), щороку, крім 1977, брав участь у вишкільно-відпочинкових таборах СУМ у Франкополі, Бельгія[fr]: 1974, 1975 — ройовий; 1976 — бунчужний; 1978, 1979 — писар і виконував функції виховника; брав участь в європейських олімпіадах СУМ: 1975 — Тарасівка, Велика Британія [Архівовано 3 липня 2016 у Wayback Machine.]; 1976 — Ґомадінґен, ФРН; 1979 — Франкополе, Бельгія. Провадив командою пінг-понг. Осягнув ступінь виховника в СУМ 1-го ступеня в 1979 році — нагороджений срібною медаллю Степана Бандери. Співзасновник, разом з Давидом Сеником, крайового осередку СУМ в Римі; головний виховник цього осередку.
- 1976 — головний редактор, провідник літературного гуртка, що видав журнал «Абажур».
- 1979–1977 — голова Марійської дружини в Українській папській Малій семінарії.
- 1979–1980 — відновив і став головою Союзу українських студентів Італії, написав статут організації.
- 1980–1983 — голова Союзу Українських Студентських товариств в Європі (СУСТЕ).
- 1981 — вилучений із СУМ разом із Михайлом Лозою, головним секретарем СУСТЕ.
- 1981–1982 — голова Студентів колегії Св. Софії в Римі.
- 1982 (літо) — вступив до Пласту.
- 1983–1985 — голова Товариського Суду СУСТЕ.
- 1984 — абсольвент «Лісової школи» [Архівовано 30 травня 2019 у Wayback Machine.] — «визначно» за пластову поставу, «дуже добре» за провідництво і «дуже добре» за інструкторство. Нагороджений Третім Старшо-Пластунським Віздначенням. Секретар і відповідальний за виховну програму табору Українського Пластового Юнацтва «Бомба під тиском» Вовча Тропа, Іст Чедам, Нью-Йорк. Вступив до Куреня «Орден Хрестоносців».
- 1984–1985 — голова студентів Факультету Східного Канонічного Права в Папському Східному Інституті в Римі. Член Ради Факультету Східного Канонічного Права і член Академічного Сенату Папського Східного Інституту.
- 1986 — голова Контрольної Комісії СУСТЕ. 1986 в Ордені Хрестоносців пасовано на лицарське ймення — Рюрик.
- 2013–2014 — активний учасник Революції Гідності, за що зазнав переслідувань з боку влади[4].
- 2009 — до сьогодні — член Колоквіуму Європейських Парафій
- 2021 — член Наукового комітету Presses universitaires Rhin & Danube

### Нагороди
- 1996 — Грамота та Ювілейна медаль з нагоди 400-ліття Берестейської Унії від владики Юліяна (Вороновського), єпископа Самбірсько-Дрогобицького.
- 2000 (23 червня) — нагороджений владикою Любомиром (Гузаром) Грамотою з іменуванням «Митрофорний Протопресвітер».
- Грамота подяки, визнання і похвали членові робочої групи щодо опрацювання партикулярного права УГКЦ від Патріарха Святослава (Шевчука) (Київ 2015).
- Подячна Грамота за активну і тверду громадянську позицію у становленні та розвитку Української держави Волонтерство від Фундації Духовного Відродження [Архівовано 19 жовтня 2019 у Wayback Machine.] (Львів 2015).
- Залізний хрест «За мужність» від Правління Всеукраїнського об'єднання учасників бойових дій та волонтерів АТО [Архівовано 9 червня 2019 у Wayback Machine.] (Київ 2017).
- Орден Хрестоносців. Грамота-відзначення ОХ № 1 Старшому Лицарю Рюрику за багаторічну жертовну працю на благо Української Греко-Католицької Церкви, Пластового Руху, Ордену Хрестоносців, а також гідну до наслідування лицарську поставу та активну громадянську позицію продемонстровану під час подій Євромайдану 2013—2014 рр.

## Творчий доробок

### Книги[5]
- La figura giuridica del vescovo della Chiesa unita di Kyiv, Roma: Pontificio Istituto Orientale, 1999.
- Єпископ Київської Церкви, Львів: Інститут Церковного Права Львівської Богословської Академії 2000.
- Документи Патріаршого Собору Української Греко-Католицької Церкви. Третя сесія. 30 червня — 4 липня 2002 року (Під керівництвом), Львів: Інститут Церковного Права Львівської Богословської Академії, 2002.
- Документи єпархіальних соборів Української Греко-Католицької Церкви (2001—2002), Т. 1 (Під керівництвом), Львів: Інститут Церковного Права Львівської Богословської Академії 2003.
- Документи єпархіальних соборів Української Греко-Католицької Церкви (2001—2002), Т. 2 (Під керівництвом), Львів: Інститут Церковного Права Львівської Богословської Академії 2004.
- Роздуми над недільними читаннями Святого Письма. Від П'ятдесятниці до Тріоді, Львів: Свічадо 2004.
- Роздуми над недільними читаннями Святого Письма. Від Тріоді до П'ятдесятниці, Львів: Свічадо 2006.
- Учительське служіння Церкви та святі Таїнства — Канонічне право III (Під керівництвом), Львів: Свічадо 2008.
- Греко-католицька еклезіологія — Херсонеське таїнство свободи, Львів: Свічадо 2007.
- Отець Іван. Христовий воїн на чужині, Львів: Свічадо 2008.
- Про віру, святі таїнства, життя Церкви, Львів: Свічадо 2009.
- Про Святе Письмо, секти та спасення (Співавтор), Львів: Свічадо 2010.
- Каміння Майдану, (У співавторстві з Климентією Димид), Львів: Свічадо 2014.
- Бог і Майдан: аналіз і свідчення. Михайло Димид. (ред.) Львів, Український католицький університет, ФБФ, Кафедра Пасторального богослов'я, 2018.
- Розмови із дітьми. Євангельські історії.
- Вибрані твори. ХІІІ томів. Львів 2019.
- Богослов'я свободи: українська версія. Львів, Український католицький університет, 2020.
- Християнин чи бандит? (У співавторстві з Магдалиною Димид), Львів: Свічадо 2021.

### Переклади
- І. Водопівець. Еклезіологія, Львів: Духовна Семінарія 1993.
- І. Водопівець. Еклезіологія, Львів: Свічадо 1994 (2-е виправлене видання).

### Аудіодиски[5]
- Херсонеське таїнство свободи, Львів: Радіо Воскресіння 2010.
- Богословські зустрічі, Львів: Радіо Воскресіння 2010 (Співавтор).
- 100 Запитань Священикові, Львів 2011 (Співавтор).
- «Майдан: усна історія». Записи у Львові. Український інститут національної пам'яті та Фонд збереження історії Майдану, 23.08.15.

### Фільм
- «Водою і Духом». Документальний фільм. Інститут Церковного Права при підтримці УКУ. Львів 2006.

### Публікації[5]
- "Ми — співробітники «Ємського указу?», «Крилаті», № 5, травень 1976.
- «Сім книг і 1752 канони», Патріархат, лютий 1984, 12.
- «Однакова гідність всіх хрещених», Патріархат, лютий 1984, 12-13.
- «Новий православний єпископ на Перемишльській землі», Патріархат № 3, березень 1984, 21-22.
- «Українські католицькі єпископи — вибрані чи призначені?», Патріархат, червень 1984, 11-12.
- «Щоб провідники Церков сміливо здійснювали єдність!», Патріархат, травень 1984, 19.
- «Не до миру прямує єп. А. Горняк у екзархаті УКЦеркви у Вел. Британії», Патріархат, травень 1985, 12-15.
- «Східні католики в латинському Кодексі Канонічного Права», Патріархат, грудень 1985, 18-21 — січень 1986, 18-20.
- «Паліюм — знак підданства чи єдности?», Церковний Вісник, Чикаго, 22.12.1985 — Ч. 22, 5-7.
- «Роля молодих у Церкві (Думки із Зібрання молоді в час поминальних днів у Римі)», Церковний Вісник 20.10.1985, 10-11.
- «The Ukrainian Catholic Church in the U.S.S.R.», A Quarterly Dealing with Human Rights Affairs sn Ukraine and Eastern Europe, Spring 1986, 20-22.
- «Східнє християнство в Індії», Патріархат, січень 1986, 20-22.
- «А це таки треба взяти до уваги», Патріархат, квітень 1986, 13-16.
- «Гарвард — стимул до науки, яка стає життям», Свобода, 22 серпня 1986, 7.
- «La situazione della Chiesa Cattolica Ucraina in Unione Sovietica», Forum № 66 (1986), 72-73.
- «Una Chiesa martire e missionaria», Pro Fratribus № 5 (Roma 1986), 11-19.
- «Il Culto alla Madre di Dio in Ucraina», Commissione per la Chiesa del silenzio Urbania (Pesaro), 49-54.
- «Grave problems of the Orientals in the Catholic Communion», Christian Orient 1986, 1-2.
- «The Situation of the Ukrainian Catholic Church in the Soviet Union», Christian Orient 1986, March-June.
- «Схема Кодексу Східного Канонічного Права готова», Патріархат, липень-серпень 1986, 15-16.
- «Двадцятип'ятиліття початку відродження УГКЦ», Патріархат, листопад 1988, 9-11.
- «Шлях до завершення структури Української Греко-Католицької Церкви», Патріархат, листопад 1992, 15-18.
- «Новий єпископ в США і метода його обрання», Патріархат, червень 1992, 16-18.
- «Чи можна дітям займатися танцями під час посту?», За Вільну Україну, 07.04.92.
- «Церква і церковні громади в Україні на порозі XXI століття: сьогодення і перспектива», Патріархат, червень 1993, 10-13.
- «Szeptyckyj Andrea», Casale Monferrato 1998, 1201—1202.
- «Відновлення культу святого Климентія, Папи Римського», Патріархат, лютий 1998, 29.
- «Gli apporti ecclesiologici di Sua. Ecc. Josyf (Slipyj)», Folia Teologica 10 (Budapest 1999) 155—178.
- «Мучеництво: традиція і канони», Богословія 63 (1999) 26-44 = «Традиція, канони і мучеництво», Лавра VII (Львів 1999) 33-40.
- «Концепція Богословської Освіти в Україні» (ред.), Богословія 64 (2000) 6-25.
- «Situation confessionnelle en Ukraine à la veille de la visite du Pape Jean-Paul II», Actes du Colloque du 27 mars 2001 à l'Université Catholique de Lyon. Lyon, 2001.
- «Наслідки переслідування Церкви в Україні», Поступ № 58, 14-15 квітня 2001, 9.
- «В очікуванні візиту Івана Павла II», Поступ № 72, Львів 12-13.05.2001, 9.
- «Отцеві-мітрату Павлові Когутові — 75 років», Християнський Голос, № 10, травень 2001, 3.
- «Конфесійна ситуація в Україні напередодні приїзду Римського Папи Івана Павла II», Людина і Світ 2001.
- «Les conséquences des persécutions sur Eglise en Ukraine», Les conséquences des persécutions Eglise en Ukraine // Actes du Colloque.
- Martyrs du XX siècle. — Paris, 2001. — Supplément à la revue l'Eglise dans le Monde (EdM) № 110, 2 trimestre.
- «Чи перспективна екуменічна позиція УГКЦ?», Богословія 65 (2001) 94-109.
- «Номенклатура назв навчально-наукових інституцій за нормами Кодексу Канонів Східних Церков», Богословія 65 (2001) 228—236.
- «Митрополита Андрея Шепновийтицького не зрозуміли ні Польща, ні Ватикан», Поступ № 61, 21-22.04.2001, 8.
- «Релігійна ситуація в Україні. Конфесійна картина вже не відповідає виробленим „штампам“», Поступ № 80, 26-27.05.2001, 9.
- «Православні церкви в Україні», Поступ № 92, 16-17.04.2001, 9.
- «Церква між Сходом і Заходом», Поступ, № 84, 2-3.06.2001, 7.
- «Радикальність і святість», Поступ, № 111, 21-22.07.2001, 9.
- «Завдання і перспекти Інституту Церковного Права», Богословія 65 (2001) 340—342.
- «А що після візиту єпископа Риму в Україну» Богословія 66-1 (2002) 13-19.
- «Недосяжна еклезіологічна ідентичність нащадків колишньої Київської Церкви», Богословія 66-1 (2002) 157—165.
- «Патріархат: передумови створення і реальність», Сопричастя 2 (2002) 112—130.
- «Фінансова відповідальність парохії за життя єпархії». Метрон 1 (2003) 42-49.
- «Від патерналізму до прямого батьківства», Патріархат, № 4 (2003), 14-15.
- «Лист про добру людину», Львівська Газета, 27.06.2003.
- «Смерть заради Спасіння», Поступ № 64, 24-30 квітня 2003, 6.
- «Перед справедливістю йде любов», Бюлетень АРІ, № 4, 30.04.2003, 19.
- «Рішення Собору в дії», Арка № 1, січень 2003.
- «Самогубство чи самопожертва?», Львівські Архиєпархіяльні Вісті 6 (2003) 10-14.
- «Непослух мирян», Львівські Архиєпархіяльні Вісті 10 (2003) 23.
- «Київ — наш Єрусалим», Поступ, 1.06.2003.
- «Дещо про духовність священика», Львівські Архиєпархіяльні Вісті 3 (2003) 18-22.
- «Провадження монастирем парохії. Підпорядкування ченців своїм настоятелям та єпархіальному єпископові у душпастирській діяльності», Львівські Архиєпархіяльні Вісті 11 (2003) 23-24.
- «Справедлива війна», Львівські Архиєпархіяльні Вісті 4 (2003) 7-9.
- «Сопричастя», Львівські Архиєпархіяльні Вісті 12 (2003) 17-18.
- Деякі думки щодо проблем піднятих на між'єпархіяльній конференції «Парохія як частина єпархії». Метрон 1 (2003) 105—120.
- «Kodeks Kanonów Kościołów Wschodnich w praktyce Kościoła na Ukrainie i w ukraińskiej diasporze», Unitas in varietate, Materiały z Międzynarodowej Konferencji Naukowej połączonej z prezentacją polskiego wydania Kodeksu Kanonów Kościołów Wschodnich. Lublin, KUL — 20 lutego 2002 r. red. L. Adamowicz, Lublin 2003.
- «Думки про Церкву», Богословія 67/3-4 (2003), 57-70.
- "Психологія Сходу: кроки щодо вирішення окремих проблем, порушених у книзі Володимира Соловйова «Росія і Вселенська Церква». Метрон 2 (2004) 33-36.
- «Survol de l'Eglise Greco-Catholique Ukrainienne», Le Lien 3 (2004) 65-67.
- «Méditation sur l'Eglise», Le Lien 3 (2004) 69-78.
- «Доростаючи патріярхату. Коментар до частини „Заповіту“ Патріярха Йосифа», Патріархат, № 3 / 6 (2004), 12-14.
- «Parę refleksji o Ukraińskim Kościele Greckokatolickim», Przegląd Powszechny 7 (2004).
- «Ekleziologia Ukrajinskiej gréckokatolickej cirkvi: Z podhlady do buducnosti», Vychodna katolicka teologia v premenach casov. Koszyce 2004.
- «L'ecclésiologie du martyre». Actes du Colloque «Sang des martyrs, Semence d'Eglise» Paris, 2004.
- «Антропологічна еклезіологія», Українська мова та література № 13, квітень 2004, 4-11.
- «Антимінс», Львівські Архиєпархіяльні Вісті 7 (2004) 4-7.
- Supplément à la revue l'Eglise dans le Monde (EdM) № 123, 3 trimestre, 83-85.
- «Венедикт XVI і Україна», Львівські Архиєпархіяльні Вісті 5 (2005) 41-55.
- «Соціальна роль та функції Церкви і її моральне призначення». Науковий вісник Чернівецького університету, вип. 242—243 (2005), 15-20.
- «Wyzwania współczesności stojace przed teologia na Ukrainie». Kościoł w życiu publicznym. Teologia polska i europejska wobec nowych wyzwań, T. 3, Lublin 2005, 607—620.
- «Поняття Церкви в сьогоднішній культурі». Історія релігій в Україні: науковий щорічник (2005), кн. 2. Львів 2005, 454—461.
- «Символіка Свят-вечірної проскомидії», Львівські Архиєпархіяльні Вісті 12 (2005) 32-46.
- «Mater semper est certa, or Normative-Canonical Principles of Temporary Ecumenism», Friendship, An Ecumenical Value, Lviv 2006, 121—131.
- «Вступ» до книги: Собори Львівської Єпархії XVI—XVIII століть: документи та матеріяли упорядкованої доктором Ігорем Скочилясом, Львів 2006.
- «Слово» — Вступ до видання: Лист Івана Павла II до Мистців. Львів 2006.
- «Les enjeux de l'abandon du titre de ‘patriarche d'Occident’», Istina 51 (2006) 24-32.
- Титул «Патріярх Заходу» вже не належить Папі Римському", Патріярхат 3 (2006).
- «Що непокоїть: рішення Папи чи його можливі наслідки?», Патріярхат 5 (2006).
- «Патріярх Заходу», Метрон 4 (2006) 7-18.
- «Послання Церков з нагоди 60 річчя Львівського Псевдо-собору: Критичний аналіз», Метрон 4 (2006) 28-54.
- «Просвіщення», Метрон 4 (2006) 124—168.
- «Віра Київської Церкви — в єдиному євхаристійному жертвоприношенні». Патріярхат 1 (2006) = http://www.christian-way.com.ua/na-puti-k-edinstvu/vіra-kiїvskoї-tserkvi-v-edinomu-evharistіynomu-gertvoprinoshennі.html%5Bнедоступне+посилання+з+вересня+2019%5D.
- «Досвід мелхітів у спосіб відновлення сопричастя з православними», Богословія 70 (2006—2007) 87-96 = https://risu.org.ua/ua/index/blog/~Dymyd/36694/ [Архівовано 15 травня 2019 у Wayback Machine.].
- «Висновки та пропозиції Конгресу богословів УГКЦ „Євхаристійне сопричастя — виклик традиції та сучасності для традиційних Церков“, скликаного Українським Богословським Науковим Товариством у Львові 2-4 січня 2007 р. — Від імени учасників Конгресу митр. прот. д-р Михайло Димид, голова Українського Богословського Наукового Товариства, Патріярхат 3 (2007).
- „Свят-Вечір (Символіка Свят-вечірньої проскомидії)“, Історія релігій в Україні: науковий щорічник (2007), кн. 2. Львів 2007 — С. 454—461.
- „Kresťanská iniciácia“. Vysluhovanie sviatostí podl'a Malého trebníka» (Recensione ruthena), Prešov 2007, 90-121.
- «Ad limina Apostolorum. Від заперечення до ствердження помісности Церкви», Патріярхат 2 (2008).
- «Що Богу миле і людей зєднює — Архимандрит Унівський Климентій Шептицький про Церкву», Патріярхат 7-8 (2008).
- «Klęska głodu w roku 1933 i jej reperkusje dla stworzenia Bożego — człowieka», Colloquia Theologica 9, Opole 2008. S. Rabiej (red.).
- «Мішані чи не мішані християнські подружжя», Foyers mixtes chrétiens (Lyon 2008), 161.
- «Chemins de réconciliation en Europe — Ukraine: Recherche de la communion eucharistique», Chrétiens en Marche — Bulletin oecuménique 102 (Avril-Juin 2009) 4.
- «Каноніст Лев Глинка», Метрон 5-6 (2007-9) 11-31.
- «Природа і місія Церкви» в контексті УГКЦ", Метрон 5-6 (2009) 36-62.
- «Ukraine Recherche de la communion eucharistique», Chrétiens en marche, № 102, квітень-червень 2009, 4.
- «Міжєпархіяльна структура Києво-Галицької патріаршої Церкви», Метрон 5-6 (2007-9) 89-102.
- «Від Берестя до Лондона або, що змінилось в унійній політиці Ватикану», Патріярхат 6 (2009).
- «Доктрина і процедура в Українській Греко-Католицькій Церкві», Метрон 7-8 (2010—2011) 7-24.
- «Партикулярне право в УГКЦ», Метрон 7-8 (2010—2011) 73-78.
- «Украинская Греко-Католическая Церковь — между Востоком и Западом», Der Bote Вестник 1 (2011), 26-27.
- «Вплив патріарха Любомира на розвиток синодальності і УГКЦ», Наш Собор 1 (10), січень 2011, 6-7.
- «Le Cardinal Lubomyr Husar symbole pour l'Eglise greco-catholique d'Ukraine», Bulletin Paroissial № 24. Avril 2011. Paroisse catholique de rite byzantine Saint-Irénée de Lyon, 18-21.
- «Повноваження викладати священні науки», Метрон 7-8 (2010—2011) 53-65.
- «ХХ-ліття Кодексу Канонів Східних Церков у Сандомирі», Метрон 7-8 (2011) 159—172.
- «Самоцензура в журналі „Богословія“», Метрон 9 (2012) 9-34.
- «Стан академічного богослов'я в УГКЦ», Метрон 9 (2012) 55-61.
- «Тимчасовий Статут Патріаршого Собору Української Греко-Католицької Церкви», Метрон 9 (2012) 63-77.
- «Окрім екуменізму, основна мета Собору полягала у молитовному відновленні Церкви», Жива вода № 3, березень 2012 = http://www.sde.org.ua/zmi/zvoda/item/2033-omykhajlo-dymyd-okrim-ekumenizmu-osnovna-meta-soboru-polyagala-u-molytovnomu-vidnovlenni-cerkvy.html [Архівовано 15 травня 2019 у Wayback Machine.].
- «La diaspora ukrainienne — orthodoxe et catholique» («Українська діаспора — православна і католицька»), Kanon XXII — Diaspora (Відень 2012) 195—224.
- «L'oecuménisme de l’Église Grecque-Catholique Ukrainienne», Les Églises grecqes-catholiques et l'Unité des Églises: colloque International. Stânceni 2012. C. 43-50 = http://theologia.ucu.edu.ua/bogoslovski-praci/185- [Архівовано 15 травня 2019 у Wayback Machine.] mychajlo-dymyd- loecumenisme-de- leglise-grecque-catholique-ukrainienne.
- Нормативні документи сучасної літургійної традиції УГКЦ відповідно до ККСЦ та партикулярного права УГКЦ? = http://theologia.ucu.edu.ua/bogoslovski-praci/159- [Архівовано 15 травня 2019 у Wayback Machine.] omyhajlodymydnormatyvni-dokumenty- suchasnoji-liturgijnoji- tradyciji-ugkc- vidpovidno-do- kksc-tapartykuljarnogo-prava- ugkc.
- Діаспора як фактор оновлення для великого та святого Собору: український досвід. Метрон 10-11(2013—2014) 11-26.
- «Те, що зараз діється в Україні — це синдром євангельського Старшого Будного Сина», Майдан і Церква — Хроніка подій та експертна оцінка. Українська асоціація релігієзнавців. За загальною редакцією д. філос. н. Филипович Л. О. і канд. філос. н. Горкуші О. В. Київ: Самміт-Книга 2014, 592—593.
- «Отець Михайло Димид вважає, що українці повинні продовжувати боротьбу за свою свободу, незважаючи на жодні обставини». Майдан і Церква — Хроніка подій та експертна оцінка. Українська асоціація релігієзнавців. За загальною редакцією д. філос. н. Филипович Л. О. і канд. філос. н. Горкуші О. В. Київ: Самміт-Книга 2014, 439—440.
- "Україна і «опіум для народу». подій та експертна оцінка. Українська асоціація релігієзнавців. За загальною редакцією д. філос. н. Филипович Л. О. і канд. філос. н. Горкуші О. В. Київ: Самміт-Книга 2014, 589—592.
- «Канонічне питання „діаспори“», Метрон 10-11. 27-58.
- «Від залежності до автономії — Український греко-католицький досвід XX століття», Метрон 10-11(2013—2014). 59-84.
- «Еклезіологія митрополита Максима (Греманюка)», Метрон 10-11 (2013—2014). 84-128.
- «Екуменізм Української Греко-Католицької Церкви», Метрон 10-11 (2013—2014). 129—137.
- «Еклезіологічна ідентичність та екуменічна місія УГКЦ на початку III тисячоліття», Метрон 10-11 (2013—2014). 172—178.
- «Символ віри та Filioque (Кілька фактів про питання Filioque і УГКЦ, а зокрема про постанову УГКЦ в Канаді відмовитися від додатку „і Сина“ у Символі віри)», Метрон 10-11 (2013—2014).237-248.
- «Orientalium Ecclesiarum», Документи Другого Ватиканського Собору (1962—1965): Конституції, декрети, декларації. Коментарі / перекл. з лат. / Львів: Український католицький університет, Свічадо 2014, 430—433.
- Тарас Гринчишин, Михайло Димид. «Українська діяспора — католицька і православна» // Наукові записки УКУ V (Богослов'я 2). Львів 2015, с. 343—374.
- Протоиерей Михаил Димид. «Полнота Православя подразумевает полноту евхаристического гостеприимства» // Общение — Communio — Koinonia: стоки, пути осмислення и воплощения. Київ: Дух і літера 2015, с. 70-78.
- «Натхенник сучасної УГКЦ» // Український журнал 5 (Прага 2015) // http://ukrzurnal.eu/ukr.archive.html/1364/ [Архівовано 30 грудня 2020 у Wayback Machine.].
- «Євхаристія як екуменічний вимір живої парафії» // Метрон 12 (2015), с. 247—254.
- «Хабарництво — це неміч серця», Кана № 10 (2015) 12-15.
- «Від єднання сердець до спільної Євхаристії» // Метрон 12 (2015), с. 132—139.
- «Чудо Майдану, що таки більшість людей відкривали свої серця одночасно», Майдан. Свідчення 2013—2014 роки. За редакцією Леоніда Фінберга та Уляни Головач. Київ: Дух і Літера, 2016, 33-37.
- «Бачення єдності Церкви ігуменом Климентієм Унівським», Метрон 14 (2017) 9-58.
- «Деякі джерела права Української Греко-Католицької Церкви про священнослужителя», Метрон 14 (2017) 118—224.
- «Еклезіологічно-канонічний погляд на поняття „благодатности“ та „канонічности“ Церков», Наукові Записки УКУ, число X (серія «Богослов'я», вип. 4) Львів: УКУ 2017, 157—172.
- «Роль християнського розуміння довіри, гідності та милосердя в час Революції Гідності 2013—2014», Довіра. Гідність. Милосердя. Успенські читання / Упорядник Костянтин Сігов, Київ: Дух і Літера, 2017, 186—195.
- «Помісність і патріярхат: кілька споминів про патріярха Йосифа», Берестейський Собор 1596 року в історичній долі українства. — Тематичний випуск бюлетеня «Українське релігієзнавство» № 81-82. Відповідальний редактор Анатолій Колодний. Київ: Українська Асоціація релігієзнавців, відділення релігієзнавства ІФ НАН України, 2017, 212—216.
- «Die Theologie des Majdan», Religion & Gesellschaft in Ost und West RGOW 3/ 2018. 46. Jahrgang Religion und Politik in der Ukraine, 14-16.
- «Революція Гідності: зміни понять свободи, авторитету та служіння в українському суспільстві», Служіння. Дух і Літера. Упорядник Констянтин Сігов, Київ 2018, 253—265.
- «Журнал „Nuntia“ про кліриків», Метрон 15 (2018), 247—250.
- «Протос і Синодальність. Поглиблення розуміння», Патріярхат 5 (2017), с. 15-17.
- «Die Theologie des Majdan», Religion & Gesellschaft in Ost und West RGOW 3 (2018). 46. Jahrgang Religion und Politik in der Ukraine, 14-16.
- «Деякі джерела права Української Греко-Католицької Церкви», Метрон 15 (2018), с. 25-148.
- «Революція Гідності — довготривалий проект», Львівська Пошта 91 (2018), с. 7.
- «Що говорить еклезіологія про Київську Церкву? Якою має бути правильна церковна позиція Константинополя, Риму і Москви, щоб сприяти утвердженню місцевої Української Церкви?», Патріархат 2 (2019).
- «The Ecclesiology of Met. Maxim Hermaniuk: Synodality and the Ukranian Patriarchate. Metropolitan Maxim Hermaniuk, Vatican II and the Ukrainian Greco-Catholic Church», J.Z. Skira and P. De Mey (eds), Series: Eastern Christian Studies, 31, Leuven-Paris-Bristol, CT: Peeters Publishers, 2020, c. 143—170.

### Електронні статті
- «„Знаємо чому у єдності, не знаємо чому у розколі“: Про досвід мелхітів відновлення сопричастя з православними братами» [Архівовано 22 серпня 2014 у Wayback Machine.].
- https://web.archive.org/web/20190531100755/http://www.rr.lviv.ua/podcasts/avtorski-prohramy-312/ Авторська програма «Херсонеське таїнство свободи: нариси з еклезіології» в рамках 22-ох передач для «Радіо Воскресіння»].
- http://er.ucu.edu.ua/handle/1/1216 [Архівовано 31 травня 2019 у Wayback Machine.] «Форми Автономії у Східних Церквах»].
- http://er.ucu.edu.ua/handle/1/1214 [Архівовано 31 травня 2019 у Wayback Machine.] «ХХ-ліття Кодексу Канонів Східних Церков в Сандомирі»].

### Канонічні відповіді
Близько 200 канонічних відповідей (2004—2011 рр.) на запитання читачів.

### Редагування
- Редактор і видавець. 237 сторінок «Інформативного Листка СУСТЕ». 1980.
- Редактор і видавець. 15 чисел «Інформативного Листка Управи СУСТЕ». 1980.
- Головний редактор. Агенція Релігійної Інформації. Том 1-21. Українська редакція духовних телерадіопрограм «Радіо Воскресіння», Львів, 1993—2004.
- Головний редактор. Agency of Religious Information. Collection of information bulletins «Agency of Religious Information» (ARI), Львів 19951997.
- Відповідальний за видання. Інформативний Вісник Львівської Богословської Академії 1995—2000. Відділ інформації та зовнішніх зв'язків ЛБА, Львів.
- Директор газети. Видав 43 номери дитячої газети «Чадо Євангелия». Львів 2001—2005 рр.
- Засновник і головний редактор канонічного журналу «Метрон» 1-17 (2003—2020).
- Засновник і головний редактор журналу «Канонічні джерела» 1-8 (2005—2009).
- Мовний редактор перекладу з латинської. Догматична конституція про Церкву Lumen gentium. Документи Другого Ватиканського Собору (1962—1965): Конституції, декрети, декларації. Коментарі / перекл. з лат. / Львів: Український католицький університет, Свічадо 2014, 55-116.

### Рецензії[5]
- Огляд книжки Стефана Семчука: Митрополит Рутський. Торонто, 1967. Товариство Священиків св. Андрея. Європейська область. Бюлетень № 3, 30.07.1986.
- Огляд книжки Петра Ісаїва: Берестейська Унія за новими дослідами. Бюлетень. Товариство священиків св. Андрія, № 1, 24.07.1986.
- Огляд книги Е. Шмурла: Le Saint-Siège et l'Orient Ortodoxe Russe 1609—1654, Prague 1928. Товариство Священиків св. Андрея. Європейська область. Бюлетень № 4, 11.08.1986.
- Микола Бандрівський, Пам'яткоохоронна діяльність Церкви в контексті національно-культурного руху в Галичині (кінець XIX-ХХ ст.) = «Пам'яткоохоронна діяльність Церкви», Богословія 65 (2001) 364—368.
- Мирон Бендик, Помісність Церков у Вселенській Церкві в навчанні львівських митрополитів українського обряду XX століття, Івано-Франківськ 2004. «Недосяжна еклезіологічна ідентичність нащадків колишньої Київської Церкви», Богословія 66-1 (2002) 157—165.
- Ігор Онищук, «Замойський Синод 1720 р.: історично-юридичний аналіз рішень та постанов».
- Івано-Франківська Теологічна Академія. 19 червня 07, Метрон 5-6 (2007—2009)196-205.
- Роман Шафран, «Синоди Києво-Галицької Митрополії (1596—1991). Організаційно-душпастирський аспект, Львів 2008», Метрон 5-6 (2007—2009) 214—217.
- Ігор Скочиляс «Дар любови»: Куниче (катедратик) у Київській митрополії XIII—XVIII століть.
- Критерії помісности Юрія Саквука. Семінар Кафедри Богословя УКУ, 17.02.2011.
- Вольф Мирослав, По подобию Нашему. Церковь как образ Троицы. Пер. с англ. Ольги Розенберґ.
- Черкассы: Коллоквиум, 2012 (На подобу Нашу — Церква як образ Тройці. Переклад з англійської: Ольги Розенберґ. Черкаси: Колоквіум, 2012). Наукові записки УКУ 2015.
- Рец. на: Антуан Аржаковський. Очікуючи на Всеправославний собор. Духовний та екуменічний шлях, Львів: видавництво УКУ, 2013. Наукові записки УКУ 2015.
- Рец. на: Любомир Гузар. Андрей Шептицький, Митрополит Галицький, (1901—1944) — провісник екуменізму. Наукові записки УКУ, число VIII (серія «Богослов'я», вип. 3) Львів: видавництво УКУ 2016.
- Рец. на: Fr. Jurij Kmit. Seeds of Wisdom: Sermons for Sundays and Holy Days — О. Юрій Кміт. Добрий посів: Проповіді на свята цілого року. Наукові Записки УКУ, число XI (серія «Богослов'я», вип. 4) Львів: видавництво УКУ 2017.

### Проповіді[5]
- Проповідь на 26 неділю по зісланню Святого Духа // АРІ. Львів, № 48, 24.11.1995.
- Проповідь з нагоди 70-ліття від дня уродин Патріарха Любомира // Львівські Архиєпархіяльні Вісті 2 (2003) 48-51.
- Чи Гаррі Поттер заважає нам вірити? // Львівські Архиєпархіяльні Вісті 2 (2003) 7-11.
- Проповідь «Про вхід в Єрусалим» // Львівські Архиєпархіяльні Вісті 3 (2004) 35-37.
- Проповідь «Про „Церковне“ підпорядкування свящ. Василя Ковпака» // Львівські Архиєпархіяльні Вісті 3 (2004) 43-50.
- Проповідь на Стрітення Господнє // Львівські Архиєпархіяльні Вісті 1 (2005) 47-50.
- Проповідь «Про дивну зброю» // Львівські Архиєпархіяльні Вісті 2 (2005) 47-49.
- Проповідь «Про чотирьох» // Львівські Архиєпархіяльні Вісті 2 (2005) 49-52.
- Проповідь «Про щастя через хрест» // Львівські Архиєпархіяльні Вісті 3 (2005) 50-52.
- Проповідь «Про мир у спільноті» // Львівські Архиєпархіяльні Вісті 3 (2005) 53-55.
- Проповідь «Про чашу нашого життя» // Львівські Архиєпархіяльні Вісті 3 (2005) 55-57.

### Конференції
- 1999 (21-22 квітня) — організатор наукової конференції «Християнське мучеництво — свідчення Церкви XX століття». — Львів.
- 1988 — La Chiesa Cattolica Ucraina e la situazione odierna dei credenti in essa. Circolo culturale san Michele Arcangelo — Trieste 6 maggio 1988, Sala del Teatro, presso S. Maria Maggiore, Via del Collegio, 6.
- 2000 — Питання акредитації богослов'я. Тези виступу на семінарі «Богословська освіта в Україні», 21.04.2000.
- 2000 (14 листопада) — організатор наукової конференції на тему «Місце канонічного права в системі права». — Львів.
- 2001 (2-6 квітня) — організатор наукової конференціїпро канонічне бачення одруженого священства на теми: «„Eros“ і „agape“ — два світи, які зустрічаються у науці II Ватиканського Собору про одружених священиків» та «Конкретні можливості перебування одруженого священика на Заході. Юридична практика». — Львів.
- 2001 (18-23 листопада) — брав участь у Міжнародному симпозіумі з нагоди 10-ліття проголошення ККСЦ «Ius Ecclesiarum—Vehiculum Caritatis», 18-23.X.2001, Citta del Vaticano.
- 2002 (18 лютого) — учасник вечора спогадів в Львівській Богословській Академії: «Візія Української Католицької Церкви у світлі завіту Патріарха Йосифа Сліпого». — Львів.
- 2002 (5-6 березня) — організатор конференції каноністів України на тему: «Актуальні проблеми українського канонічного права». — Львів.
- 2003 (11 червня) — організатор між'єпархіальної конференції на тему: «Парохія як частина єпархії». — Львів.
- 2003 (серпень) — Символ віри і життя будучого віку. Вступне слово на науково-практичній студентській конференції «Veritas versus Voluntas: Етос сучасної культури».
- 2003 (30 жовтня — 1 листопада) — організатор міжнародної конференції на тему: «В. Соловйов: Росія та Вселенська Церква. Критичний погляд нашого часу». — Львів.
- 2004 — Вступне слово. Міжнародна конференція присвячена 150-літтю від дня народження філософа Володимира Соловйова. 2004.
- 2004 (24 червня) — доповідь на тему: «Ідея Церкви в митрополитів УГКЦ XX століття» // Колегія Патріарха Мстислава УАПЦ. — Харків.
- 2004 (13 вересня) — доповідь на тему: «Майбутні виклики, які стоять перед богослов'ям в Україні» // VI Конференція польських богословів. — Люблін, Польща.
- 2004 (26 листопада) — доповідь на тему: «Еклезіологічне бачення Української Греко-Католицької Церкви — погляд на майбутнє» // Michal Lacko's Center of Spirituality East-West. — Кошіце, Словаччина.
- 2005 (24 вересня) — доповідь на тему «Проголошення блаженними новомучеників УГКЦ» //Науково-практична конференція quot;Прослава та почитання святих в УГКЦ. Кафедра Літургійних наук УКУ.
- 2005 (11-15 червня) — Friendship as an Ecumenical Value. Procedings of the International Conference held on the inauguration of the Insitute of Ecumenical Studies, Lviv: Ukrainian Catholic University Press.
- 2006 (25-25 квітня) — Vysluhovanie sviatostí podľa Malého trebníka (Recensione ruthena), Vedecká konferencia na GTF PU v Prešove [kolektív autorov].
- 2007 (2-4 січня) — Конгрес богословів УГКЦ «Євхаристійне сопричастя — виклик традиції та сучасності для традиційних Церков», скликаного УБНТ у Львові.
- 2007 (28 червня — 1 липня) — Ювілейний Велеградський з'їзд — До глибшої солідарності між християнами у Європі.
- 2008 (21 липня) — Міжнародний семінар «Мішані родини», Французьке товариство мішаних християнських міжконфесійних родин, Львів.
- 2008 (27-31 липня) — доповідь на тему «Un regard ukrainien sur les problèmes majeurs des relations entre Ukraine et la Russie» // 3eme Colloque international «Les chemins de reconciliation en Europe», La Salette.
- 2009 (21-26 вересня) — Міжнародна конференція Товариства права східних Церков: Форми автономії в східних Церквах, яка відбулася у Венеції.
- 2009 (6 жовтня) — доповідь на тему «Стереотипи греко-католиків або наслідки ран минулого на сучасний спосіб думання деяких греко-католиків» // Круглий стіл «Соціальні наслідки ран минулого» за участю представників Українського Християнського Академічного Товариства, Львів.
- 2009 (19-20 листопада) — доповідь на тему «Еклезіологічно-канонічні перспективи богослов'я в Україні» // Майбутнє богослов'я в Україні. Матеріали І Всеукраїнської конференції, Київ.
- 2009 (29 листопада) — доповідь на тему «Повноваження викладати священні науки» // Відкритий семінар Кафедри Богослов'я УКУ, Львів.
- 2010 (13 квітня) — доповідь на тему «Доктрина і процедура в Українській Греко-Католицькій Церкві» // Наукове засідання Українського богословського наукового товариства, Дрогобицька духовна семінарія блаженних священномучеників Северина, Якима та Віталія, єромонахів дрогобицьких.
- 2011 (13-18 вересня) — XX Конференція: Діаспора. Афінський університет: факультет Богослов'я, Афіни.
- 2011 (25 вересня) — Обличчя УГКЦ в світлі апостольського листа Івана Павла II «Світло Сходу». Виступ на академічних та студентських товариств «Обнова». Матеріали VI З'їзду.
- 2012 (19 квітня) — Конференція «Джерела сучасної літургійної традиції УГКЦ», Патріарша літургійна комісія УГКЦ, Літургійна комісія Львівської архиєпархії УГКЦ, Секція літургійного богослов'я кафедри богослов'я УКУ, Філософсько-богословський факультет УКУ, Львів.
- 2012 (218-20 жовтня) — Міжнародний колоквіум «Зрозуміти переваги майбутнього Собору Православної Церкви», Інститут Святого Сергія в Парижі та Центр екуменічних досліджень Лювенського католицького університету у партнерстві з Православним богословським журналом «Контакти» та Колегією Бернардинів, Париж.
- 2013 (6 лютого) — Науковий семінар Кафедри Богослов'я УКУ, Львів.
- 2013 (22 лютого) — доповідь на тему «Еклезіальна ідентичність та екуменічна місія УГКЦ на початку III тисячоліття» // Науковий семінар кафедр богослов'я та церковної історії УКУ «Еклезіальна ідентичність та екуменічна місія УГКЦ на початку III тисячоліття», Львів.
- 2014 (13 січня) — доповідь на тему «Les pavés du Maidan et le coeur de l'homme» // Conférence à Croix, Maison des jeunes, Rencontre avec les étudiants de l' EDHEC Business School — Lille Campus et les membres de l'Association Ukrainienne Région Nord Pas de Calais.
- 2014 (15 січня) — доповідь на тему «Коротко про Богослов'я Майдану» // Круглий стіл — «Богослов'я у присутності Майдану», Інститут релігійних студій Томи Аквінського.
- 2014 (16 травня) — доповідь на тему «Яке місце УГКЦ в суспільстві» // Відкритий семінар Кафедри Богословя УКУ, комісії у справах мирян УГКЦ, «Природно-правові основи демократичних інституцій і прав людини: євангельська та людська перспективи».
- 2014 (23 вересня) — Науково-практична конференція «Євхаристія — джерело життя парафії». Програма ліценціату літургійних наук УКУ та Патріарша літургійна комісія УГКЦ.
- 2014 (24 вересня) — Міжнародна конференціїя — XIV Міжнародні Успенські читання: «Спілкування (сопричастя)-communio-koinonia: витоки, шляхи осмислення і втілення». Київ, Університет «Києво-Могилянська Академія».
- 2014 (2 жовтня) — Екуменічний соціальний тиждень. Семінар Українського Християнського Академічного Товариства (УХАТ) «Пам'ять, історія, ідентичність». Львів, Український католицький університет.
- 2014 (9-13 листопада) — доповідь на тему «Lenin Lost the Battle on Maidan!» // Міжнародна конференція «25 років змін у країнах Центральної та Східної Європи» у Німеччині. Gemeinschaft der Katholischen Männer Deutschlands (GKMD), Europe-Academy Schmochtitz.
- 2014 (12 грудня) — Деякі аспекти місійної праці ієромонаха Миколая Чарнецького. «Шлях до святості» — життя і діяльність блаженного владики Миколая Чарнецького. Матеріали наукової конференції.
- 2015 (8 квітня) — доповідь на тему «Коли слово людини стає її ворогом» // Студія «Слово і голос».
- 2015 (18 квітня) — слово на тему «Точність — ввічливість королів» // Молитва з нагоди Дня Пластової Присяги 2015 Станиці Львів Національної Скаутської Організації України Пласт. Львів, Собор св. Юрія.
- 2015 (07 липня) — доповідь на тему «Quelques réflexions sur lisolement et la solitude en Ukraine» //Colloque européen des paroisses. Lisieux, France.
- 2015 (24 вересня) — Проголошення блаженними новомучеників УГКЦ. Науково-практична конференція «Прослава та почитання святих в УГКЦ».
- 2015 (25 вересня) — доповідь на тему «Богословские основание Киевской революции достоїнства» // Успенські читання: Правда. Пам'ять. Примирення. Київ: Києво-Моглиланська Академія.
- 2015 (2 жовтня) — Чи «одне хрещення» провадить до «єдиної Церкви»? II Пленарне засідання Міжконфесійної групи з академічного православно-католицького богословського діалогу Українського Християнського Академічного Товариства (УХАТ) в рамках «8-го Екуменічного Соціального Тижня».
- 2016 (17 березня) — Мирянська греко-католицька стратегія XXI ст. у світлі Гаванської декларації. Зустріч Християнського Академічного Товариства «Обнова» на тему «Зустрічі Папи Франциска і Патріярха Кіріла в Гавані».
- 2016 (30 вересня) — Міжнародна конференція XVI Міжнародні Успенські читання «Довіра. Гідність. Милосердя», Національний університет «Києво-Могилянська академія», Інститут релігійних наук св. Томи Аквінського.
- 2016 (12 жовтня) — доповідь на тему «Критичний погляд на Берестейську унію 1595 р.» // Семінар «Богословське значення та актуальність літургійних артикулів Берестейської унії», УКУ.
- 2016 (27-28 жовтня) — доповідь на тему «Біблійні тексти на Майдані» // Міжнародна конференція «Святе Письмо в українській культурі: канонічні і неканонічні тексти та особливості їх рецепції»: УКУ, Львів.
- 2016 (7 грудня) — доповідь на тему «Майдан — простір свободи» // Відкритий Православний Університет Святої Софії-Премудрості. Київ.
- 2016 (9 грудня) — доповідь на тему "Вірус любові на Майдані, або «Люби ближнього твого, як себе самого» // Ліценціатська наукова конференція на тему «Богослов'я Майдану», Київський центр Українського католицького університету.
- 2016 (15 грудня) — доповідь на тему «Християнський компонент Майдану» // Конференція «Бог на Майдані: реальність чи міф?». УКУ, Львів.
- 2017 (22 лютого) — Київський центр УКУ. Круглий стіл на тему «Патріарх Йосиф Сліпий — знайомий і незнаний».
- 2017 (28 лютого-1 березня) — доповідь на тему «Theological consequences of the Maidan Revolution (2013—2014)» // International Symposium: «Three Revolutions — Portraits of Ukraine». Warsaw, College of Europe.
- 2017 (4 квітня) — доповідь на тему «Екуменізм та антиекуменізм після Майдану» // Міжнародна науково-практична конференція: «Християнство в глобалізованому світі: український контекст».
- 2017 (17 травня) — «Канонічність Українського Православ'я: історія проблеми». Еклезіологічно-канонічний погляд на поняття «благодатности» та «канонічности» Церков. Міжнародна науково-практична конференція. ГО «Європейський християнський конгрес», Українська Православна Церква Київського Патріархату, Київська православна богословська академія УПЦ КП, Національна академія наук України, Інститут української археографії та джерелознавства ім. М. С. Грушевського Інститут історії України, Відділення релігієзнавства Інституту філософії ім. Г. С. Сковороди, Національний університет «Острозька академія».
- 2017 — Міжнародна конференція XVII Міжнародні Успенські читання. «Свобода. Авторитет. Служіння», Національний університет «Києво Могилянська академія», Київ.
- 2017 (3-5 жовтня) — доповідь на тему «Роль УГКЦ в майбутній єдності Церков» // Зустріч голів єпархіальних Комісій УГКЦ для сприяння єдності християн та відповідальних за екуменічний рух особам з України та Європейського Союзу, Дрогобич.
- 2017 (9 листопада) — доповідь на тему «Віра і розум — ключі до успіху сучасної України» // Наукова конференція «Віра і розум: зустріч на порозі постсекулярного суспільства: До двадцятиріччя енцикліки Івана Павла II Fides et Ratio». Колеґія Патріярха Мстислава (Харків) і Український Католицький Університет (Львів), Харків.
- 2017 (22 листопада) — доповідь на тему «Боже, церковне, державне право та їх взаємозв'язок» // Асоціація правників України (АПУ) — всеукраїнська громадська організація в межах курсу лекцій «Право і духовність», Київ.
- 2018 (4-6 липня) — доповідь на тему «The political face of faith» // International Workshop «Peace?» Organized by Foundation Communicantes, Tilburg, and the Chair «Orthodoxy and Peacebuilding in Europe», Vrije Universiteit (VU)/Protestantse Theologische Universiteit (PThU), Amsterdam, and Institute for Eastern Christian Studies, Nijmegen. Kyiv.
- 2018 (18-20 вересня) — доповідь на тему «„Анатема“ і людська спільнота. Культурно-політичний контекст» // XVIII Міжнародні Успенські читання: «Спільнота: обличчя, виклики, покликання», Київ.
- 2019 (26-27 березня) — організатор міжнародної конференції каноністів на тему: «Сучасний розвиток законодавств Східних Католицьких Церков», Львів.
- 2019 (23-25 вересня) — доповідь на тему «Краса в прийнятті іншого». // XIX міжнародні Успенські читання «Впізнавати красу і долати байдужість». Київ.
- 2019 (15 жовтня) — доповідь на тему «Майдан та значення ненасильницького опору». // Міжнародний круглий стіл: «Ненасильство? Ідеї Магатми Ґанді 150 років після його народження». Інститут екуменічних студій УКУ. Східно-Європейський Інститут Розвитку. Львів.
- 2019 (16 листопада) — доповідь на тему «Роль духовенства та вірних з діаспори у час виходу УГКЦ з підпілля». Науково-практична конференція «Per aspera ad astra — Свідчення учасників та очевидців». Львівська Духовна Семінарія Святого Духа УГКЦ. Львів.